# 768 до н. е.

## Події
- Похід ассирійського царя Ашшур-дана ІІІ проти мідян.
- Ассирійським намісником Аррапхи був Бел-Ілія.

### Астрономічні явища
- 14 березня. Часткове сонячне затемнення.[1]
- 7 вересня. Часткове сонячне затемнення.[1]
- 7 жовтня. Часткове сонячне затемнення.[1]